# Tacoma Narrows

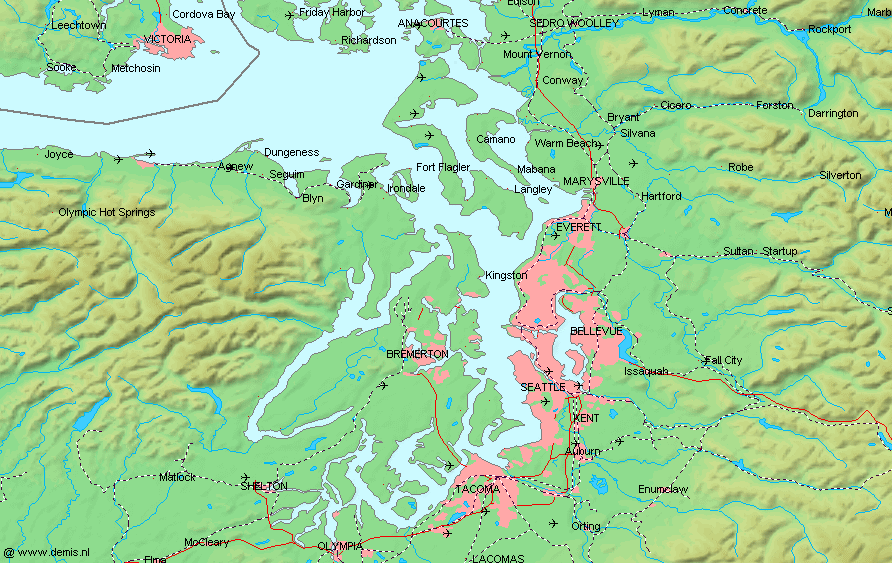
O estreito Tacoma Narrows fica na parte sul do Puget Sound.

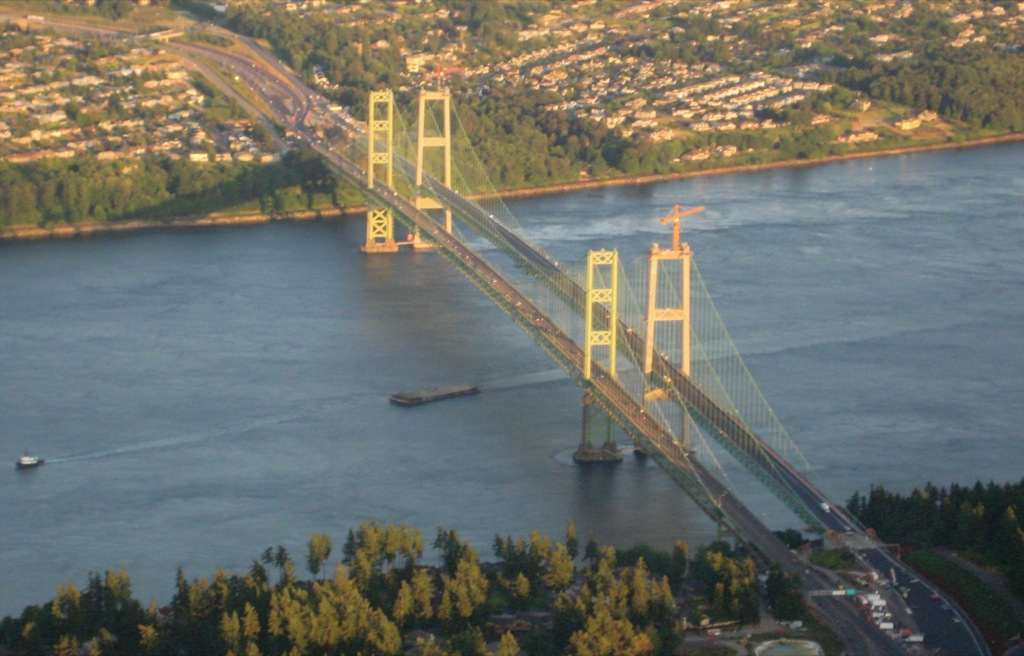
As pontes de Tacoma Narrows

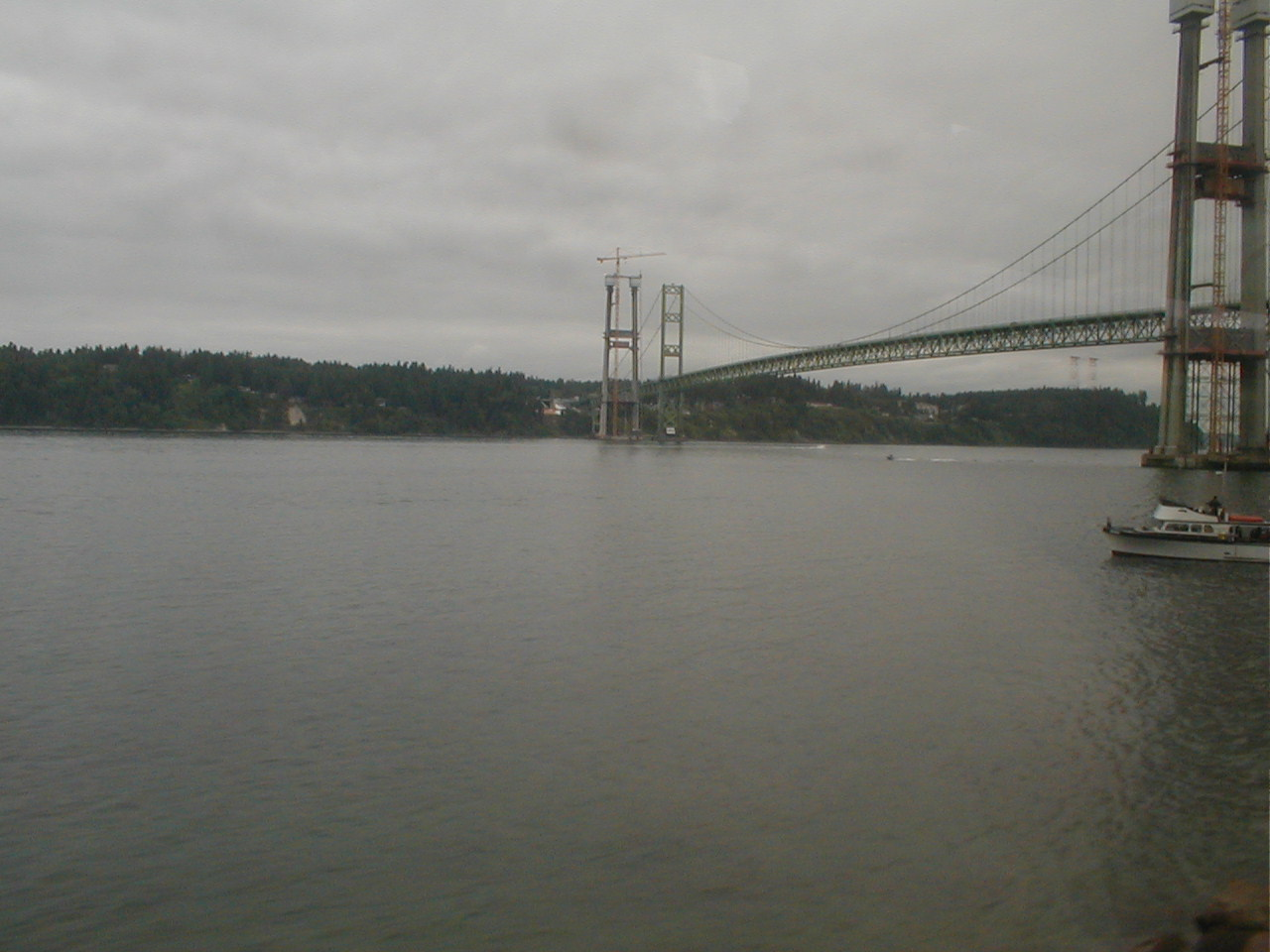
Os Tacoma Narrows vistos de Tacoma, vendo-se a península de Kitsap. A ponte de 2007 estava em construção.

Tacoma Narrows (traduzível para estreito(s) de Tacoma) é um estreito no estado de Washington, nos Estados Unidos. Faz parte do Puget Sound, separando a península de Kitsap e a parte continental. O estreito é atravessado pela Ponte de Tacoma Narrows, um par de pontes gémeas que liga a cidade de Tacoma à península.
A primeira ponte no estreito caiu em 7 de novembro de 1940 por causa de flutter aeroelástico produzido pelas rajadas de vento que excitaram as frequências naturais da ponte. O acontecimento foi filmado. 
Durante a United States Exploring Expedition em 1841, o explorador Charles Wilkes deu ao canal o nome de Narrows. O nome tornou-se oficialmente The Narrows em 1847.